# 中川良一
中川良一（1913年4月27日—1998年7月30日）乃日本航空、汽車工程師，曾陸續在中島飛機、王子汽車、日產汽車等公司任職，並曾擔任汽車技術會（（日語）自動車技術会）會長。

## 生平簡歷
中川良一的出身為東京府（今東京都），1936年（昭和11年）自東京帝國大學（今東京大學）工學部機械工學科畢業後，進入中島飛機公司工作，從事榮20型以降的改良工作，並擔任譽型引擎的設計主任。因為他的技術背景，第二次世界大戰結束後被駐日盟軍總司令部禁止從事航空器相關產業，於是進入原中島飛機東京荻窪工廠與濱松工廠合併而成的富士精密工業工作，發揮他在引擎方面的專才。
1966年8月1日王子汽車宣布與日產汽車合併，歷任日產汽車之常務、專務等職位。後來加入汽車技術會（（日語）自動車技術会），並擔任會長一職，為日本的汽車技術發展貢獻心力。
1998年7月30日中川良一去世，享壽85歲。

## 內部連結
- 中島飛機
- 王子汽車
- 日產汽車

## 外部連結
- （日語）《航空機から自動車へ : 一内燃機関技術者の回想》[永久]，中川良一著，日本機械学会，1982年2月5日。
- （日語）中川良一/中島飛行機エンジン史/中島の社風（页面存档备份，存于）